# Sainte-Geneviève, Oise
Sainte-Geneviève är en kommun i departementet Oise i regionen Hauts-de-France i norra Frankrike. Kommunen ligger i kantonen Noailles som tillhör arrondissementet Beauvais. År 2022 hade Sainte-Geneviève 3 478 invånare.

## Befolkningsutveckling
Antalet invånare i kommunen Sainte-Geneviève
| Referens: INSEE |